# 重突眼天牛属
重突眼天牛属（学名：Astathes）为天牛科的一个属。

## 下属物种
本属包括以下物种：
- 黄荆重突天牛 Astathes episcopalis Chevrolat, 1852
- 蓝翅重突天牛 Astathes violaceipennis